# Rolando Garbey
Rolando Garbey, född 19 november 1947 i Santiago de Cuba, död 16 december 2023 i Havanna, var en kubansk boxare som tog OS-silver i lätt mellanviktsboxning 1968 i Mexiko City och därefter OS-brons i lätt mellanviktsboxning 1976 i Montréal. Han blev även världsmästare i sin viktklass 1974.